# Lassetjärnen, Jämtland
Lassetjärnen är en sjö i Strömsunds kommun i Jämtland och ingår i Ångermanälvens huvudavrinningsområde.